# Segno dell'albero in fiore

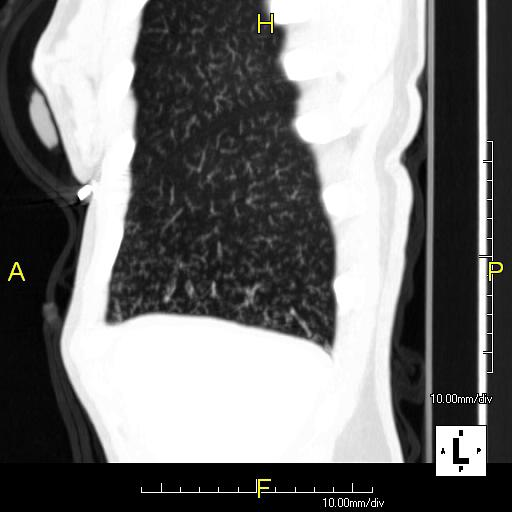
Sezione sagittale alla tomografia computerizzata che mostra il segno dell'albero in fiore a carico delle vie aeree distali in un caso di sindrome di Kartagener.

In radiologia il segno dell'albero in fiore (in inglese tree-in-bud sign) è un reperto osservabile alla tomografia computerizzata indicativo di un certo grado di ostruzione delle vie aeree.
Tale segno indica spesso la presenza di un'infezione che si è diffusa a livello endobronchiale e si associa tipicamente alla  tubercolosi e alla broncopolmonite. Inoltre si può riscontrare in quadri di neoformazione come può verificarsi con carcinoma mammario, leucemia o linfoma. Include anche manifestazioni polmonari di malattie autoimmuni come la sindrome di Sjogren o l'artrite reumatoide.
Studi di istopatologia hanno mostrato che il segno dell'albero in fiore è determinato da un'aumentata demarcazione del corso delle vie respiratorie distali, normalmente invisibili alla TC, dovuta ad un accumulo di muco, pus o altro fluido. Altri fattori che concorrono alla maggiore visibilità delle vie aeree distali sono eventuali dilatazioni o ispessimenti parietali ed eventuale peribronchite, reperti per altro osservabili nei casi di fibrosi cistica.